# Бања Ла Перла
Бања Ла Перла, у Мар дел Плати, је дело архитекте Клоринда Тесте дизајниран 1985. године.
1983. године, повратком демократије у Аргентину, радикални лидер Ангел Роиг победио је на општинским изборима у Мар дел Плати, где преузима огроман дуг преузет током војне диктатуре и мора смањити јавну потрошњу да би повратио средства. Међутим, међу ретким урбаним пројектима, промовише изградњу одмаралишног комплекса на плажама Ла Перла, сличног оном који је неколико година раније отворен у Пунта Моготесу.
Уметник пластике и архитекта Клориндо Теста, са архитектама Хуаном Геноудом и Освалдом Алварезом Ројасом, добио је 1985. године прву награду на националном конкурсу за урбану интервенцију у приобалном делу насеља Ла Перла, дуж 5 бања.
У организацији општине, комплекс је требало да се замени јединственим и кохерентним предлогом бање која је већ постојала, који су били неравномерни, изграђени и преуређени у различито време и потпуно застарели. То је уједно било једино подручје градских плажа које није било урбанизовано.
Радови су започели 1987. године, упркос снажном противљењу странака у Савету за расправу, које су коначно гласале за пројекат. Изградња је тешко напредовала, услед снажне инфлације, која је за неколико година достигла хиперинфлацију, непрестано утичући на трошкове и накнаде извођача радова, који су се с времена на време морали прилагођавати. Упркос томе, комплекс је могао бити отворен 1989. године. 

## Концепт и структура
Пројекат се састоји од линеарне конструкције која повезује пет бања. То је урбана локација која повезује град и плажу шетњом у висину, попут шеталишта с погледом на море. Улица се претвара у рампу, балкон, степениште или терасу који повезују комерцијалне просторије, свлачионице и тоалете на различитим нивоима. Шетња иде паралелно са стазом, одвојена празнинама на којима се уводи вегетација. У подручјима где конструкција расте у висину, велике празнине откривају море, уоквирујући га као на слици. Тих и лишен монументалности, ансамбл се артикулише предлажући руте које позивају на контемплацију. То је место где се човек и природа сусрећу, где откривају и поново се сусрећу у непрестано променљивим ситуацијама.
Коришћен је систем армиранобетонских греда и стубова.  Иако је у неким областима остао изложени бетон на конструкцији, велика већина је обложена циглом.